# James Rhoads

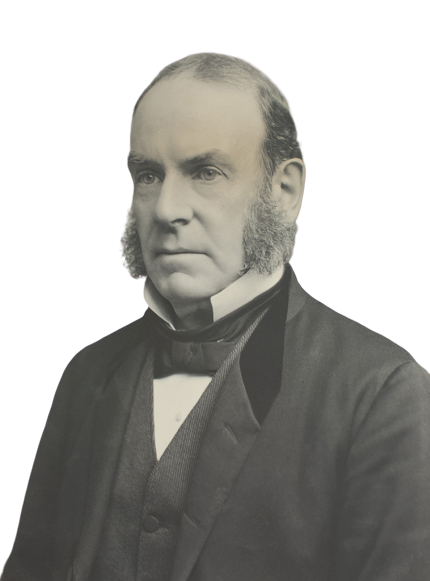
Porträt von James Evans Rhoads, circa 1885

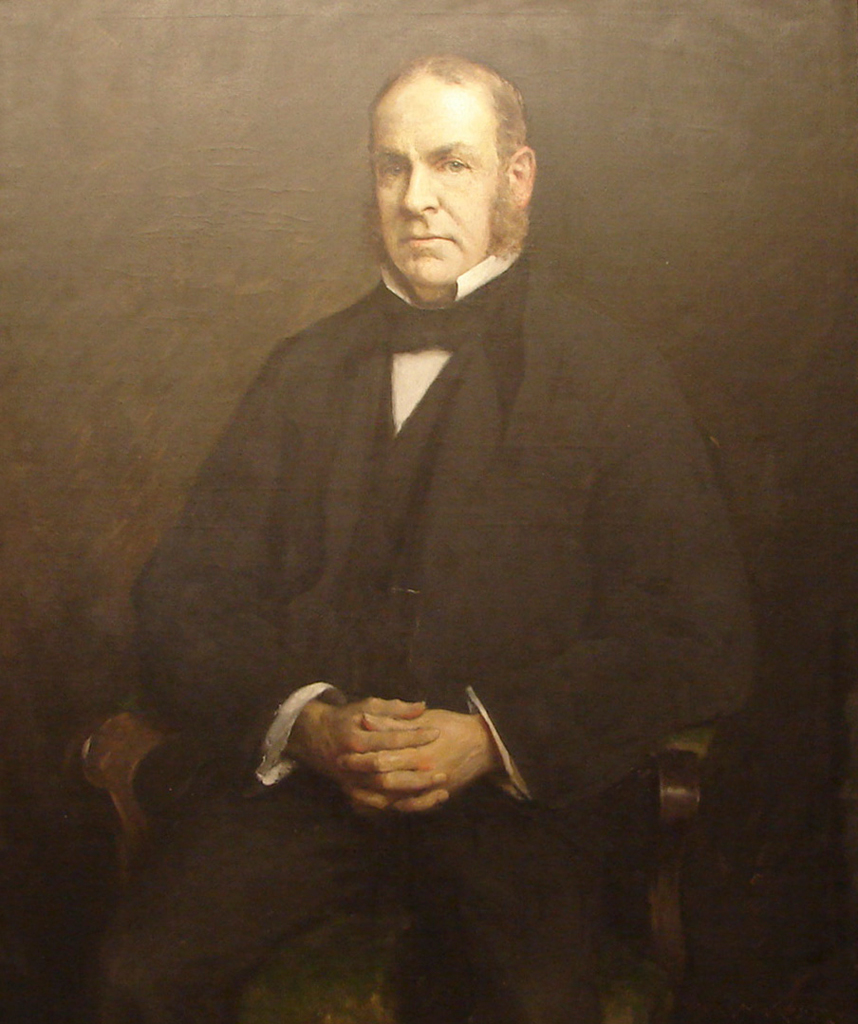
James E. Rhoads circa 1890

 James Evans Rhoads  (* 21. Januar 1828 in Marple Township, Pennsylvania; † 2. Januar 1895 in Philadelphia, Pennsylvania) war ein US-amerikanischer Pädagoge und Administrator. Er war der erste Präsident des Bryn Mawr College.

## Leben und Werk
Rhoads erhielt seine Ausbildung an der Westtown School in Pennsylvania, einer Institution der Society of Friends. Er studierte bei seinem Onkel Charles Evans aus Philadelphia und unterrichtete dort zeitweise an einer Schule. 1851 erhielt er einen Abschluss in Medizin an der University of Pennsylvania und leitete eine Apotheke in Philadelphia. Von 1852 bis 1854 war er als Arzt in dem Pennsylvania Hospital tätig. Anschließend eröffnete er eine Praxis für Allgemeinmedizin. 1860 heiratete er Margaret W. Ely und hatte mit ihr mit zwei Töchter und einen Sohn. 1862 suchte er nach starker Erschöpfung Erholung während einer sechsmonatigen Tour durch Europa. Diese Zeit war jedoch nicht genug für eine vollständige Wiederherstellung seiner konstitutionellen Energie und er zog sich ganz aus der medizinischen Praxis zurück. Der Bürgerkrieg und seine Folgen erforderten für die südlichen Freigelassenen aktive Fürsorge und Rhoads gehörte zu den ersten, die farbigen Menschen in jeder Hinsicht halfen. In Washington, in Hampton, Virginia, und in Philadelphia gehörte er zu den hilfreichsten Freunden. Als General Ulysses S. Grant seine Politik der Gerechtigkeit und Freundlichkeit gegenüber den Indianern einleitete, beaufsichtigte Rhoads unter anderem die Bildung und die Missionsarbeit zum Nutzen der Indianerstämme. Er war auch für mehrere Jahre Präsident der Indian Rights Association. 1876 wurde Rhoads aufgefordert, eine konfessionelle Wochenzeitschrift herauszugeben: die Friends 'Review. Die religiösen sowie literarischen Ziele dieser Zeitschrift stimmten gut mit seinen Vorlieben überein. 1883 wurde er zum Präsidenten des Bryn Mawr College for Women ernannt, wo er bereits in einer der ursprünglichen Kuratorien gewesen war. Das College wurde durch eine liberale Stiftung gegründet, für die Joseph W. Taylor einen Sitz ein paar Meilen von Philadelphia entfernt ausgewählt hatte. Die Auswahl von Rhoads für das Amt des ersten Präsidenten wurde von allen Seiten begrüßt. Obwohl er selbst kein College-Absolvent war, war er schon lange einer der Manager des Haverford College, einer ähnlichen Institution für Männer. Zu dem Zeitpunkt, wo die Organisation des Kollegiums des Bryn Mawr College durchgeführt wurde, befand sich die Hochschulbildung von Frauen noch in einem vergleichsweise frühen Entwicklungsstadium und die Theorie der Lehrplananordnung in Hochschulen für Männer wurden revidiert und an den meisten Orten revolutionär verändert. Rhoads etablierte Bryn Mawr als international angesehene, nicht konfessionelle Schule. Die erste Klasse umfasste 36 Studentinnen und acht Doktoranden. Es war die erste Hochschule, die Frauen Hochschulabschlüsse einschließlich Promotionen anbot. 1894 sah sich Rhoads aufgrund einer ihn stark beeinträchtigen Krankheit gezwungen, die Präsidentschaft niederzulegen. Martha Carey Thomas war seine Nachfolgerin als zweite Präsidentin. Er lehrte als Professor für Ethik weiter und war Präsident des Kuratoriums. Zu seinen Ehren wurde die  James E. Rhoads Hall nach ihm benannt. 1890 wurde ihm der Ehrentitel LL.D  von dem Union College im Bundesstaat New York verliehen.

## Veröffentlichungen (Auswahl)
- Four Lectures on Some of the Distinguishing Views of Friends: Delivered in Twelfth Street Meeting-House, Philad'a by Request of the Overseers of That Meeting; 1890 (Classic Reprint), 2018, ISBN 978-1333953461.
- Addresses at the Inauguration of Bryn Mawr College, 2019, ISBN 978-0526588817.
- Our next duty to the Indians, Philadelphia: Indian Rights Association, 1887.